# 塔拉·惠滕
塔拉·惠滕（英語：Tara Whitten，1980年7月13日—），加拿大女子自行车运动员。她曾代表加拿大参加2012年和2016年夏季奥林匹克运动会自行车比赛，其中2012年奥运会获得一枚铜牌。